# Conseil départemental du Rhône
Le conseil départemental du Rhône est l'assemblée délibérante du département français du Rhône, collectivité territoriale décentralisée. Composé de 26 conseillers, il siège à Lyon.
Renouvelé intégralement les 22 et 29 mars 2015, le conseil départemental est présidé depuis le 2 avril 2015 par Christophe Guilloteau.

## Histoire
Créé en 1793, le département du Rhône est tout d'abord dirigé par un directoire jusqu'en 1800, date à laquelle est institué un conseil général. À partir de 1833, chaque canton est représenté par un conseiller général élu. À compter de 2001, le Rhône comprend 54 cantons.
La création de la métropole de Lyon, le 1er janvier 2015, entraîne la suppression des 31 cantons situés dans son périmètre. Le département est provisoirement composé des 23 cantons restants, avec autant de conseillers généraux, entre le 1er janvier et le 1er avril 2015.
La loi du 17 mai 2013 modifie l'administration départementale en France et remplace à partir de 2015 les conseils généraux par des conseils départementaux. Le département du Rhône passe ainsi de 23 à 13 cantons, dans chacun desquels les électeurs élisent deux conseillers départementaux, un homme et une femme.
Les 26 conseillers départementaux élus lors des élections départementales des 22 et 29 mars 2015, entrent en fonction le 2 avril suivant, jour de leur première réunion.
En dépit de ce changement, le conseil siège toujours à l'hôtel de préfecture du Rhône à Lyon, donc en dehors de son ressort administratif. Néanmoins, un éventuel transfert du chef-lieu du département vers Villefranche-sur-Saône, selon le vœu formulé à l'unanimité le 20 novembre 2015 par le conseil départemental, ne sera pris par décret qu'après un avis favorable du Conseil d'État qui est saisi par le ministre de l'Intérieur Bernard Cazeneuve en juin 2016. Cependant, au cas où le transfert serait décidé à Villefranche-sur-Saône, rien n'oblige le conseil départemental à y tenir ses séances d'autant que dans le cadre d'un contexte de restrictions budgétaires, l'engagement financier de la collectivité pour la construction d'un nouvel hôtel du département dans la ville ne semble pas à l'ordre du jour.

## Composition
| Président du Conseil départemental   |       |       |      |                                   |
| Christophe Guilloteau (LR)           |       |       |      |                                   |
| Parti                                | Sigle | Sigle | Élus | Groupes                           |
| Majorité (17 sièges)                 |       |       |      |                                   |
| Les Républicains                     |       | LR    | 13   | Union de la Droite et du Centre   |
| Divers droite                        |       | DVD   | 3    | Union de la Droite et du Centre   |
| Union des démocrates et indépendants |       | UDI   | 1    | Union de la Droite et du Centre   |
| Minorité (9 sièges)                  |       |       |      |                                   |
| Union des démocrates et indépendants |       | UDI   | 4    | Centre Démocrates et indépendants |
| Divers droite                        |       | DVD   | 2    | Centre Démocrates et indépendants |
| La République en marche              |       | LREM  | 1    | Centre Démocrates et indépendants |
| Mouvement radical                    |       | MR    | 1    | Centre Démocrates et indépendants |
| Divers centre                        |       | DVC   | 1    | Centre Démocrates et indépendants |

## Exécutif

### Le président
Le 2 avril 2015, le conseiller départemental du canton de Brignais, Christophe Guilloteau, est élu président du conseil départemental par 17 voix sur 26 suffrages exprimés. Il remplace Danielle Chuzeville, qui présidait le conseil général du Rhône depuis le 21 janvier 2013.

### Les vice-présidents
Au 5 juillet 2021 :
- Colette Darphin, 1re vice-présidente chargée de la stratégie territoriale, l'agriculture, la ruralité et le développement durable
- Bruno Peylachon, 2e vice-président chargé de l'aménagement du territoire, du logement, de l'habitat, du partenariat avec les collectivités et les acteurs économiques
- Martine Publié, 3e vice-présidente chargée de la culture, du tourisme, de l'attractivité et de la vie associative
- Daniel Valéro, 4e vice-président chargé des collèges et de la transformation numérique
- Mireille Simian, 5e vice-présidente chargée de l'enfance, de la famille et l'égalité femme-homme
- Thomas Ravier, 6e vice-président chargé des solidarités, de l'autonomie et de la santé
- Sylvie Épinat, 7e vice-présidente chargée des finances, des affaires et des fonds européens

### Conseillers délégués
Au 24 avril 2015 :
- Daniel Jullien, conseiller délégué à l'eau et à l'irrigation
- Pascale Chapot, conseillère déléguée au dialogue social, à la proximité et aux services aux usagers
- Jean-Jacques Brun, conseiller délégué à la sécurité, à la citoyenneté et aux achats

### Commission permanente
Au 5 juillet 2021, en plus du président et des vice-présidents ;
- Pascale Bay,
- Béatrice Berthoux,
- Jean-Jacques Brun,
- Pascale Chapot,
- Evelyne Geoffray,
- Claude Goy,
- Morgan Griffond,
- Valérie Grillon,
- Christine Hernandez,
- Daniel Jullien,
- Annick Lafay,
- Catherine Lotte,
- Philippe Marion,
- Daniel Pomeret,
- Frédéric Pronchery
- Michel Thien,
- Patrice Verchère,
- Christian Vivier Merle

### Commissions spécialisées
Au 24 avril 2015 :
- « Finances, ressources et développement durable », présidée par Claude Goy :
  - Membres : Sylvie Épinat, Morgan Griffond, Daniel Pomeret, Patrice Verchère, Michel Thien et Jean-Jacques Brun ;
- « Politiques territoriales », présidée par Valérie Grillon :
  - Membres : Colette Darphin, Bruno Peylachon, Daniel Jullien, Frédéric Pronchery, Christian Vivier Merle
- « Solidarités », présidée par Évelyne Geoffray :
  - Membres : Thomas Ravier, Annick Lafay, Mireille Simian, Pascale Chapot, Catherine Lotte
- « Éducation & attractivité », présidée par Christine Hernandez :
  - Membres : Martine Publié, Pascale Bay, Béatrice Berthoux, Philippe Marion, Daniel Valéro.

## Liste des présidents

### Les présidents depuis 1945
| Période                            | Période                      | Période                      | Nom                          | Parti                        |
| Président du conseil général       | Président du conseil général | Président du conseil général | Président du conseil général | Président du conseil général |
| ---------------------------------- | ---------------------------- | ---------------------------- | ---------------------------- | ---------------------------- |
|                                    | 1945                         | 1951                         | Émile Bender                 | RAD                          |
|                                    | 1951                         | 1957                         | Laurent Bonnevay             | DVD                          |
| 1957                               | 1979                         | Benoît Carteron              | DVD                          |                              |
|                                    | 1979                         | 1990                         | Jean Palluy                  | UDF                          |
| 1990                               | 2013                         | Michel Mercier               | UDF puis UDI                 |                              |
| 2013                               | 2015                         | Danielle Chuzeville          | UDI                          |                              |
| Président du conseil départemental |                              |                              |                              |                              |
|                                    | 2015                         | En cours                     | Christophe Guilloteau        | LR                           |